# Nemzeti sírkert

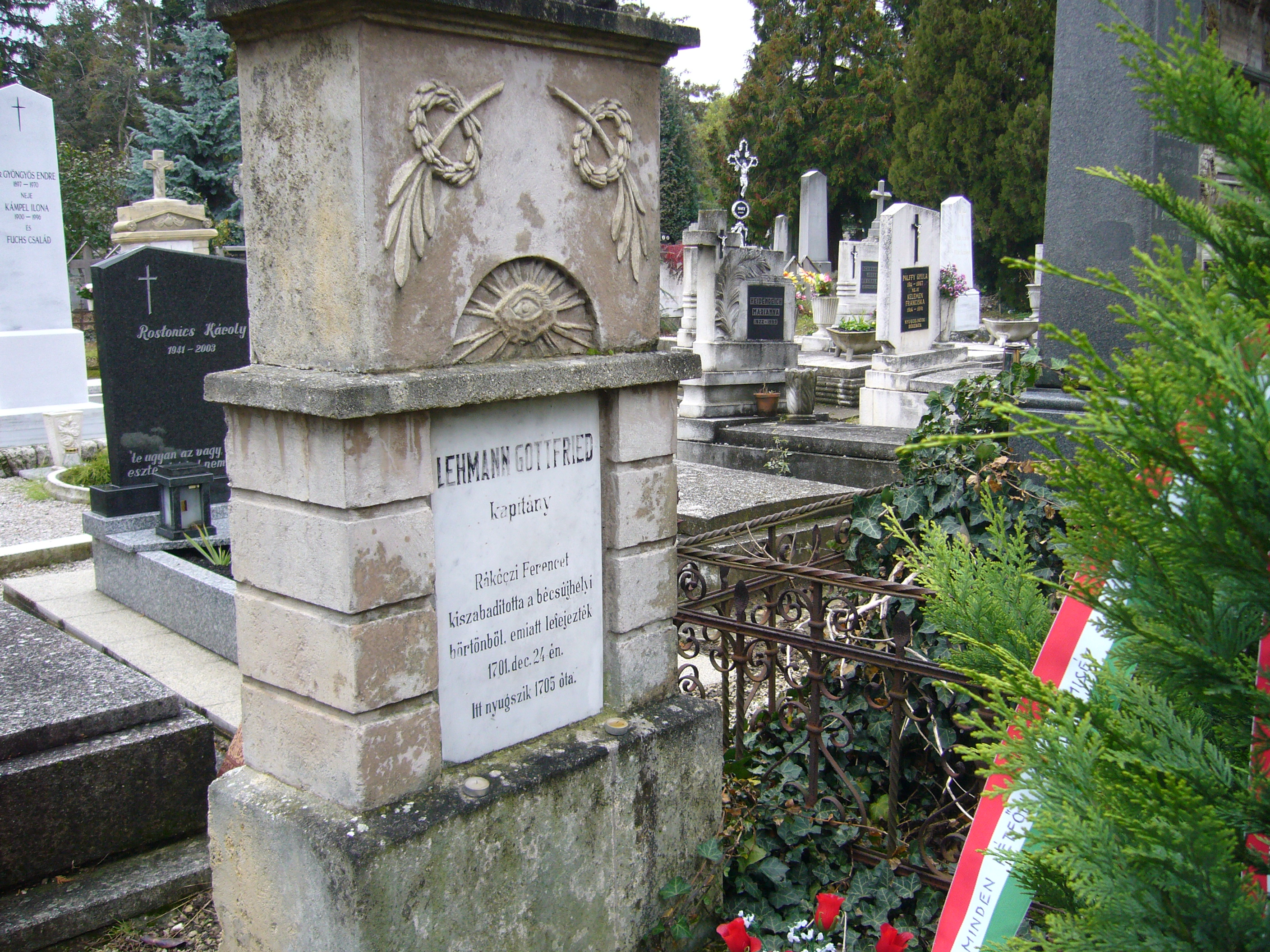
A II. Rákóczi Ferenc megszöktetéséért kivégzett Gottfried Lehmann kapitány sírja a kőszegi temetőben a Nemzeti sírkert része

A Nemzeti sírkert Magyarországon a Nemzeti Emlékhely és Kegyeleti Bizottság (NEKB) által annak minősített temető, hősi temető, hősi temetési hely, továbbá temetkezési emlékhely, kegyeleti emlékhely, temetési helyek összessége.
A Nemzeti sírkert olyan virtuális jellegű (vagyis nem egy konkrét temetőhöz, illetve temetőrészhez (parcella) köthető, hanem Magyarországot lefedő) sírkert, amelybe a magyar történelem és kultúra jelentős alakjainak sírjai tartoznak. A Nemzeti sírkert része lehet bármely magyarországi sírhely. A védettségről az NEKB dönt, a védetté nyilvánított sírok nem számolhatók fel, felettük a rendelkezési jogot a Nemzeti Örökség Intézete (NÖRI) gyakorolja, így minden védett sírral kapcsolatos kérelmet a NÖRI-hez kell benyújtani.